# Jacques Audiberti
Jacques Marie Serafin Audiberti (Antibes, 25 marzo 1899 – Parigi, 10 luglio 1965) è stato uno scrittore, drammaturgo e poeta francese.

## Biografia
Nasce ad Antibes nel 1899, figlio unico di Louis Audiberti e sua moglie, Victorine. Il padre è massone.
Svolge gli studi primari e secondari nella città natale, interrompendoli per motivi di salute nel 1915.
Nel 1914 comincia a pubblicare poesie e cronache sul Réveil d'Antibes. Edmond Rostand, al quale aveva inviato alcune poesie, gli invia i suoi incoraggiamenti nonché una foto con dedica, che Audiberti conserverà a lungo. Negli stessi anni scopre con meraviglia il cinema.
Dal 1918 al 1924 è commesso cancelliere al tribunale di Commercio dove il padre è stato nominato giudice.
Nel 1924 Audiberti si trasferisce a Parigi. Raccomandato da un condiscepolo, Émile Coudroyer, entra al Journal che lascerà l'anno dopo per Le Petit Parisien dove si occupa della cronaca della periferia parigina. Tramite Benjamin Péret, anch'egli giornalista al Petit Parisien, si avvicina al movimento surrealista senza mai farvi parte. Frequenta molto la Bibliothèque Nationale.
Nel 1926 sposa la giovane istitutrice antillese Élisabeth-Cécile-Amélie, nomi che comporranno il titolo di una poesia apparsa nel 1936. Da questa unione nasceranno due figlie: Jacqueline e Marie-Louise.
Nel 1930 pubblica, a conto d'autore, grazie all'aiuto finanziario del padre, una prima raccolta di poesie, L'Empire et la Trappe. Sostenuto da Jean Paulhan, Audiberti collabora diverse riviste e nel 1935 viene nominato reporter al Petit Parisien. Tra le sue conoscenze e amicizie figurano Jean Cassou, Valéry Larbaud, Léon-Paul Fargue.
Nel 1938 pubblica Race des hommes, raccolta poetica già pubblicata alla NRF nel 1937, che riceve il Premio di poesia dell'Académie Mallarmé. Audiberti incontra in quest'occasione Paul Valéry e Jean Cocteau.

Le Petit Parisien lo invia alla frontiera spagnola al momento della disfatta dell'esercito repubblicano: «Vidi la guerra di Spagna. Vomitai.» Audiberti segue l'esodo per il giornale, poi interrompe la collaborazione quando il giornale passa sotto il controllo tedesco. Nello stesso tempo Audiberti scrive critiche cinematografiche. Prosegue la sua produzione poetica viaggiando nel frattempo attraverso la Francia (Aurillac, Tolosa, Val d'Isère).
Nel 1943 diventa amico del futuro cineasta Jacques Baratier. 
Trascorre la fine della guerra a Antibes.
Gli anni tra il 1946 ed il 1952 sono prolifici dal punto di vista della produzione artistica:  tiene mostre di gouache, mette in scena dei suoi testi teatrali e pubblica romanzi. Partecipa a fianco di Marcelle Auclair, Hervé Bazin, Émile Danoën e Roger Vailland, tra gli altri, al fascicolo di La Nef di Lucie Faure, intitolato «L'Amour est à réinventer». Negli stessi anni incontra personalità del calibro di Georges Vitaly, Suzanne Flon, Michel Piccoli e André Barsacq.
Nel 1952 con lo scrittore italiano Beniamino Joppolo e il pittore Camille Bryen, Audiberti elabora l'«abumanesimo».
Nel 1953 François Truffaut lo convince a scrivere dei «biglietti» per i Cahiers du cinéma.
Nel 1964 Audiberti riceve il Grand Prix national des lettres per l'insieme della sua opera, nonché il Prix des Critiques.
 Malato di cancro subisce una prima operazione. In quei anni tiene corrispondenza con François Mauriac.
Muore nel 1965, alcune settimane prima della pubblicazione del suo romanzo-diario Dimanche m'attend.

## Opere
- L'Empire et la trappe. Parigi, Librairie du Carrefour, 1930. Ristampa: Parigi, Gallimard, 1969, 183 p.
- Élisabeth-Cécile-Amélie. Parigi, G.L.M., coll. Repères, 1936, 11 p.
- Race des hommes. Parigi, Gallimard, coll. Métamorphoses, 1937, 180 p. Ristampa
- Abraxas. Parigi, Gallimard, 1938, 289 p.
- Septième. Parigi, Gallimard, 1939, 224 p.
- Paroles d'éclaircissement. Aurillac, La Pomme de sapin, 1940, 23 p.
- Des Tonnes de semence. Parigi, Gallimard, 1941, 155 p.
- Urujac. Parigi, Gallimard, 1941, 254 p.
- Carnage. Parigi, Gallimard, 1942, 254 p.
- La Nouvelle Origine. Parigi, Gallimard, 1942, 93 p.
- Le Retour du divin. Parigi, Gallimard, 1943, 269 p.
- La fin du monde. Parigi, Société Parisienne de librairie et d'édition, 1943, 72 p.
- Toujours. Parigi, Gallimard, 1943, 117 p.
- La Nâ. Parigi, Gallimard, 1944, 362 p.
- La Bête noire. Parigi, Les quatre Vents, 1945, 94 p.
- Vive Guitare. Parigi, Robert Laffont, 1946, 94 p.
- Monorail. Friburgo-Parigi, Egloff, 1947, 415 p. Ristampa: Parigi, Gallimard, 1964, 336 p.
- Talent. Friburgo-Parigi Egloff, 1947, 238 p.
- L'Opéra du monde. Parigi, Fasquelle, 1947, 1931 p.
- Le Victorieux. Parigi, Gallimard, 1947, 241 p.
- Théâtre, tome I. Quoat-Quoat. L'Ampélour. Les Femmes du bœuf. Le mal court. Parigi, Gallimard, 1948, 198 p.
- Les médecins ne sont pas des plombiers. Parigi, Gallimard, 1948, 197 p.
- Cent Jours. Parigi, Gallimard, 1950, 284 p.
- Le Maître de Milan. Parigi, Gallimard, 1950, 264 p. Ristampa: Parigi, Le Livre de poche, 1968, 256 p.
- La Pluie sur les boulevards. Angers, Au masque d'or, 1950, 76 p.
- Le Globe dans la main, Tome I. L'Amour. Parigi, Forêt, 1950, 32 p.
- Le Globe dans la main, Tome II. La Médecine. Parigi, Forêt, 1951, 32 p.
- L'Ouvre-Boîte (en collaboration avec Camille Bryen), Parigi, Gallimard, 1952, 201 p.
- Marie Dubois. Parigi, Gallimard, 1952, 285 p.
- Théâtre, Tome II. La fête noire. Pucelle. Les Naturels du Bordelais. Parigi, Gallimard, 1952, 304 p.
- Rempart. Parigi, Gallimard, 1953, 137 p.
- Molière. Parigi, l'Arche, coll. Les grands dramaturges, 1954, 158 p. Réédition: Livre de poche, 1973, 160 p.
- L'Abhumanisme. Parigi, Gallimard, 1955, 226 p.
- Les jardins et les fleuves. Parigi, Gallimard, 1954, 398 p.
- La Beauté de l'amour. Parigi, Gallimard, 1955, 182 p.
- Le Cavalier seul. Parigi, Gallimard, coll. Le manteau d'Arlequin, 1955, 247 p.
- La Poupée. Parigi, Gallimard, 1956, 244 p.
- Théâtre, tome III. La Logeuse. Opéra parlé. Le Ouallou, Altanima. Parigi, Gallimard, 1956, 261 p.
- La Mégère apprivoisée. Parigi, Gallimard, coll. Le manteau d'Arlequin, 1957, 280 p.
- Le Sabbat ressuscité par Leonor Fini. Parigi, Société des amis du livre, 1957, 129 p.
- La Hobereaute. Parigi, Paris-Théâtre n° 146 (s.d.), p. 12-37.
- Infanticide préconisé. Parigi, Gallimard, 1958, 287 p.
- Lagune hérissée. Parigi, Société des cent une, 1958, 173 p.
- L'Effet Glapion. Parigi, Gallimard, coll. Le manteau d'Arlequin, 1959, 203 p. Ristampa: Parigi, Le Livre de poche, 1962, p. 103-244.
- Théâtre, tome IV. Cœur à cuir. Le Soldat Dioclès. La Fourmi dans le corps. Les
- Patients, L'Armoire classique. Un bel Enfant. Parigi, Gallimard, 1961, 287 p.
- ''Théâtre, Tome V. Pomme Pomme Pomme. Bâton et ruban. Boutique fermée. La Brigitta. Parigi, Gallimard, 1962, 258 p.
- La Poupée. Scénario et dialogues. Parigi, Gallimard, 1962, 126 p.
- Les tombeaux ferment mal. Parigi, Gallimard, 1963, 236 p.
- La Guérite. N.R.F., n° 132 (1º dicembre 1963), p. 642-662, 841-861.
- Ange aux entrailles, 1964
- Entretiens avec Georges Charbonnier. Parigi, Gallimard, 1965, 167p.
- Dimanche m'attend. Parigi, Gallimard. 1965, 289 p. Parigi, Gallimard, Coll. Poésie, 1968, 214 p.
- La Poupée. Comédie en six tableaux. Parigi, Gallimard, coll. Le manteau d'Arlequin, 1969, 102 p.

## Omaggi
- Il liceo polivalente della città di Antibes è a lui dedicato.